# 神戸空港駅
神戸空港駅（こうべくうこうえき、英語: Kobe Airport Station）は、兵庫県神戸市中央区神戸空港にある神戸新交通ポートアイランド線（ポートライナー）の駅である。同路線の終着駅である。駅番号はP09。神戸空港が所在する「神戸空港島」に位置している。

## 歴史
路線延伸に伴う駅開業は、神戸空港の開業日である2006年（平成18年）2月16日に先立つ、同月2日であった。

### 年表
- 2006年（平成18年）2月2日：ポートアイランド線が市民広場駅から当駅まで延伸されたことに伴い、開業する[1]。

## 駅構造
島式ホーム1面2線を持つ高架駅である。
駅舎は、2階がコンコース、3階がプラットホーム。同空港のターミナルビルとは道路を挟んで隣接し、連絡通路を介して直結しているが、改札口から搭乗口までを最短距離で結ぶといったユニバーサルデザインによる一体的な動線が企図されている。改札内にはエレベーター、エスカレーター、多目的トイレ、AEDなどがある。

### のりば
| 番線 | 路線            | 行先                                       |
| ---- | --------------- | ------------------------------------------ |
| 1・2 | ■ポートライナー | 三宮方面・北埠頭方面（市民広場駅のりかえ） |

- 通常は1番線から発車する

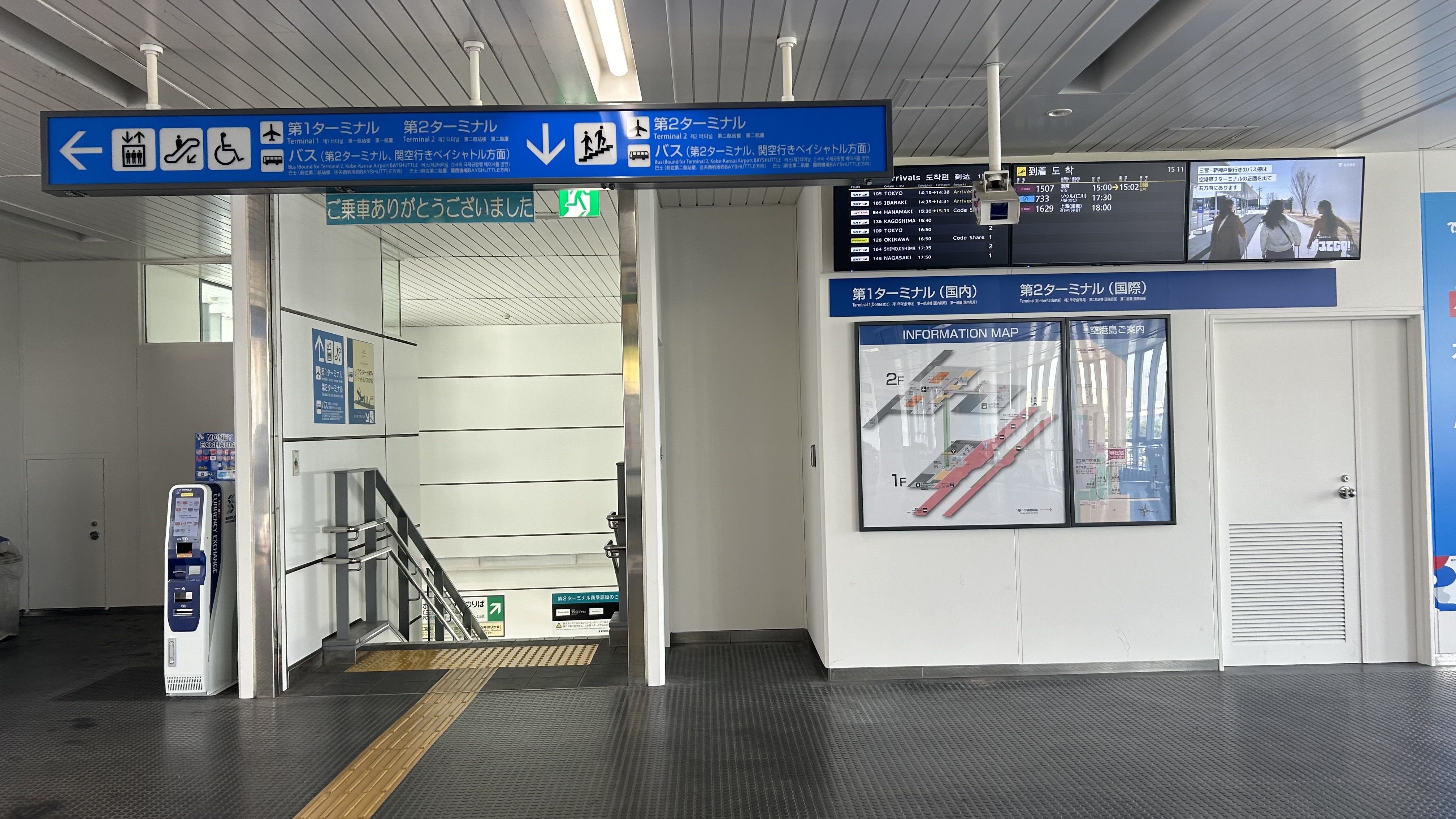
1階出口
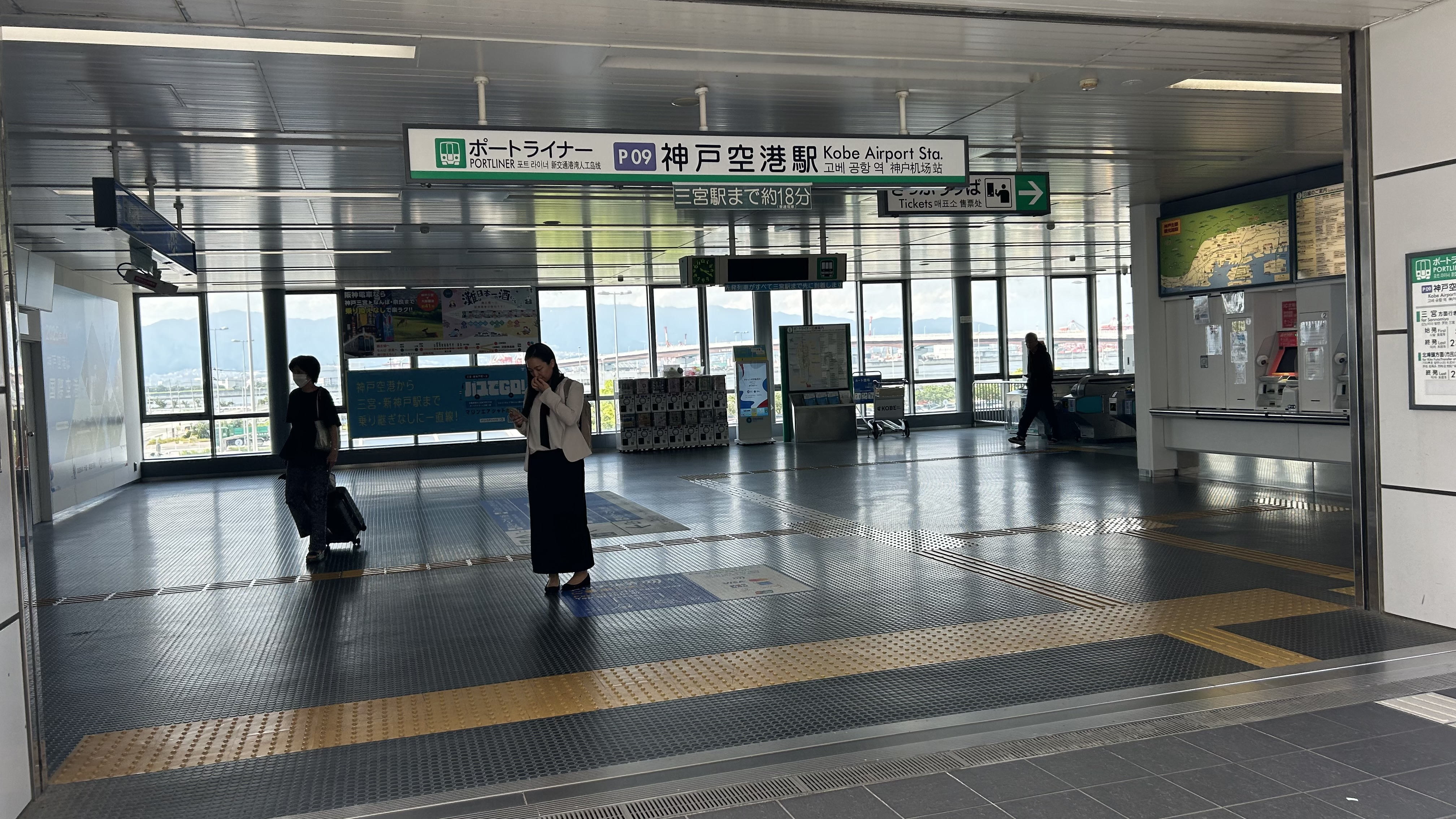
空港連絡口
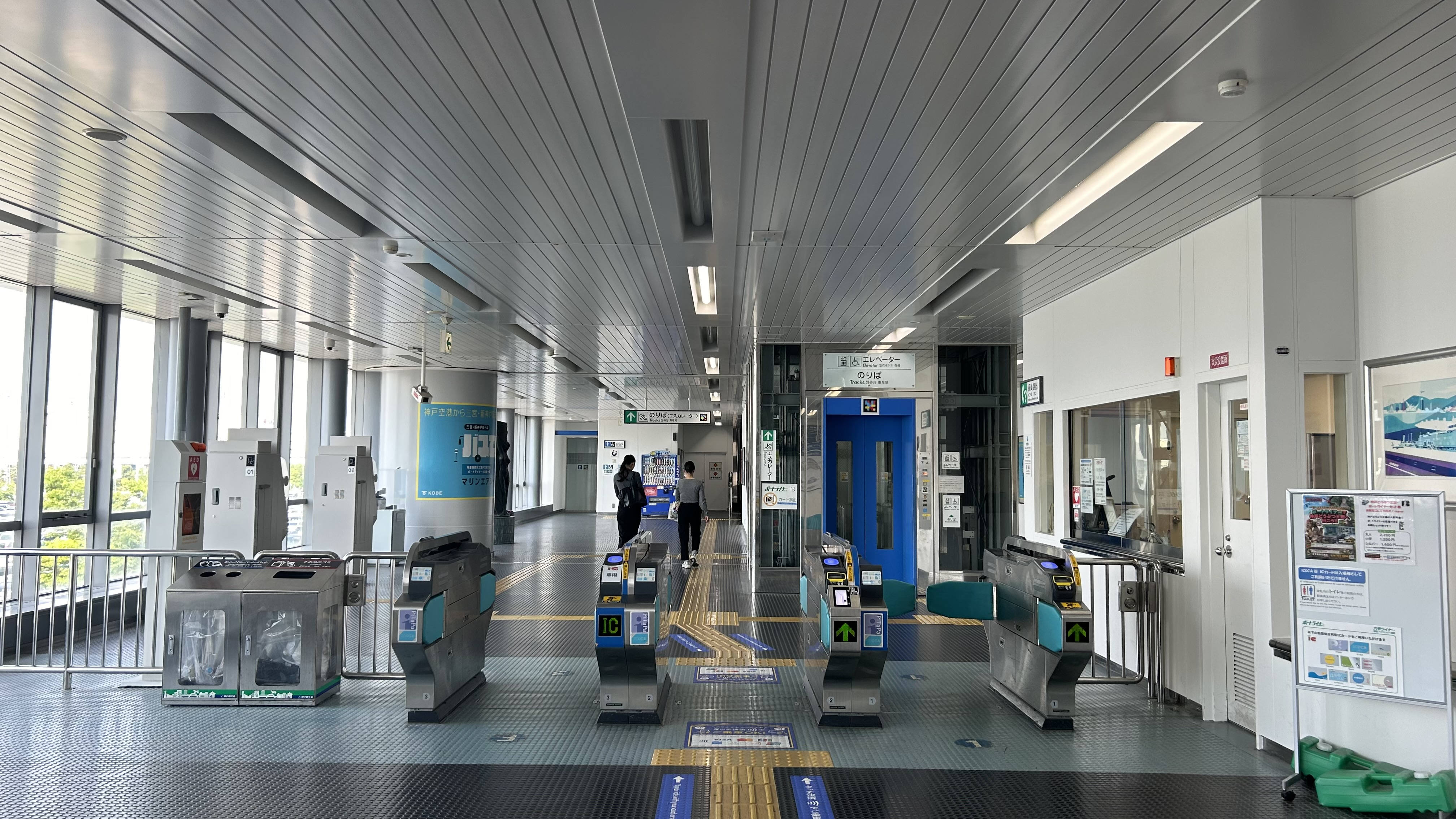
改札口
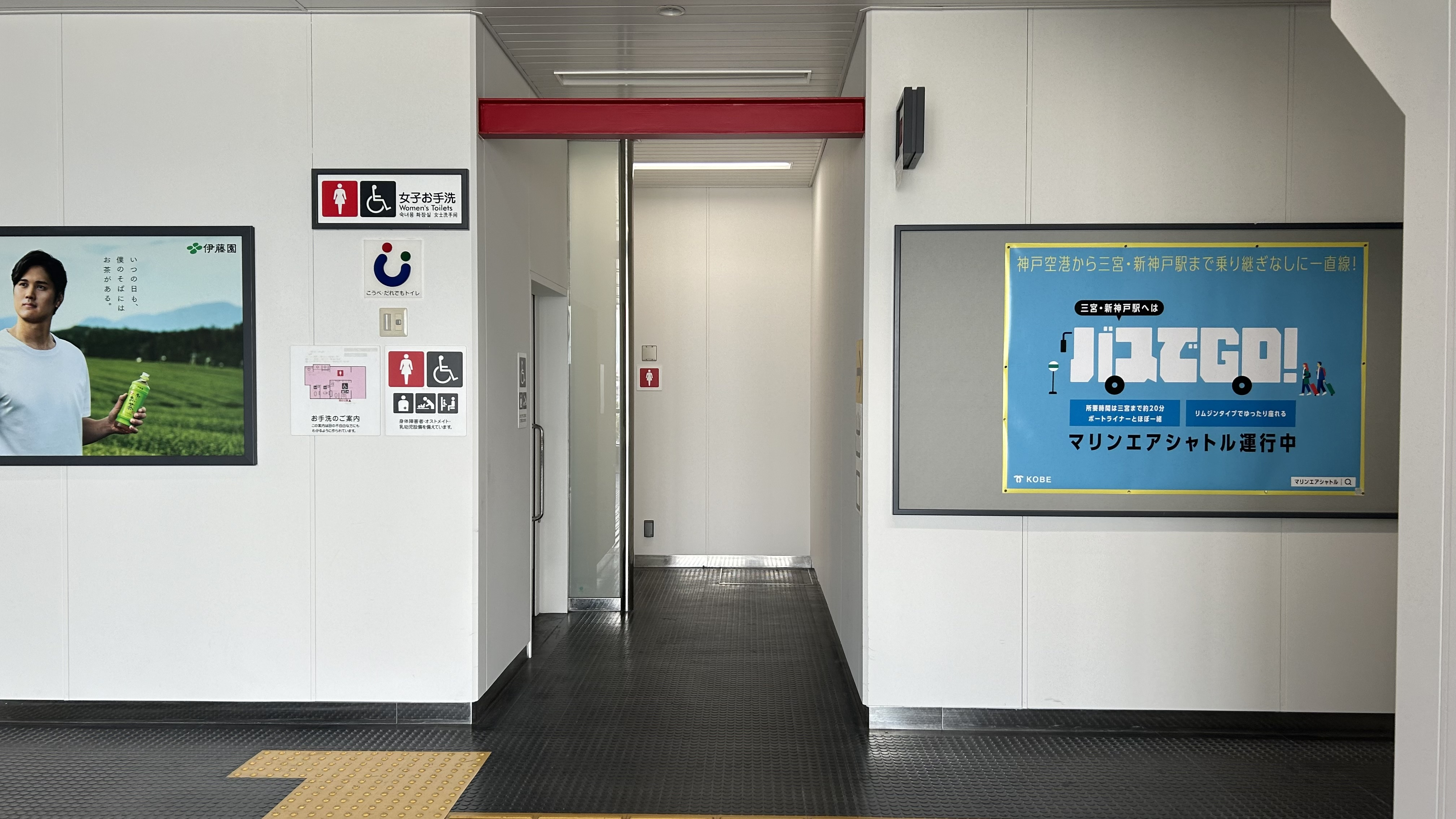
トイレ
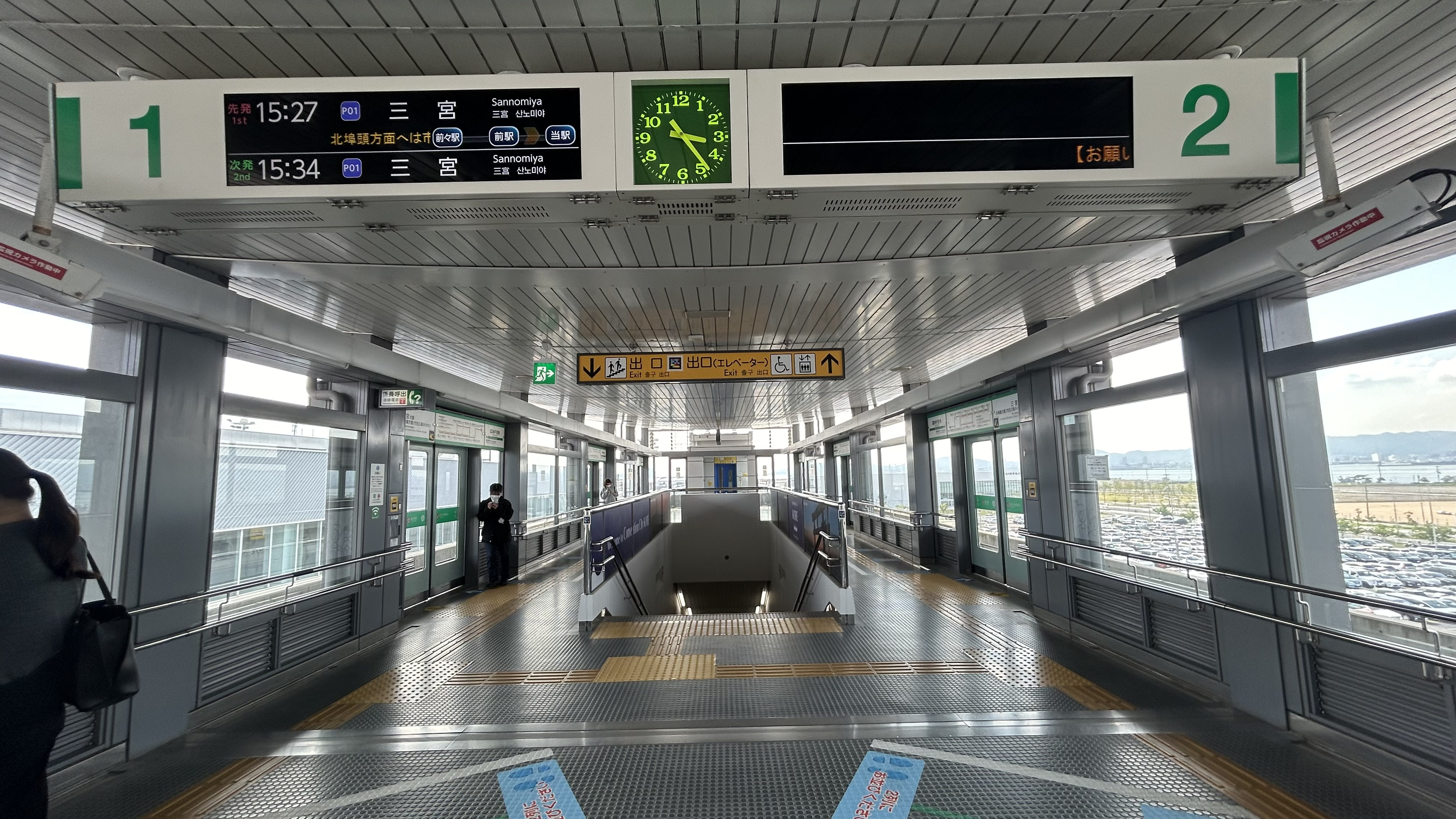
ホーム
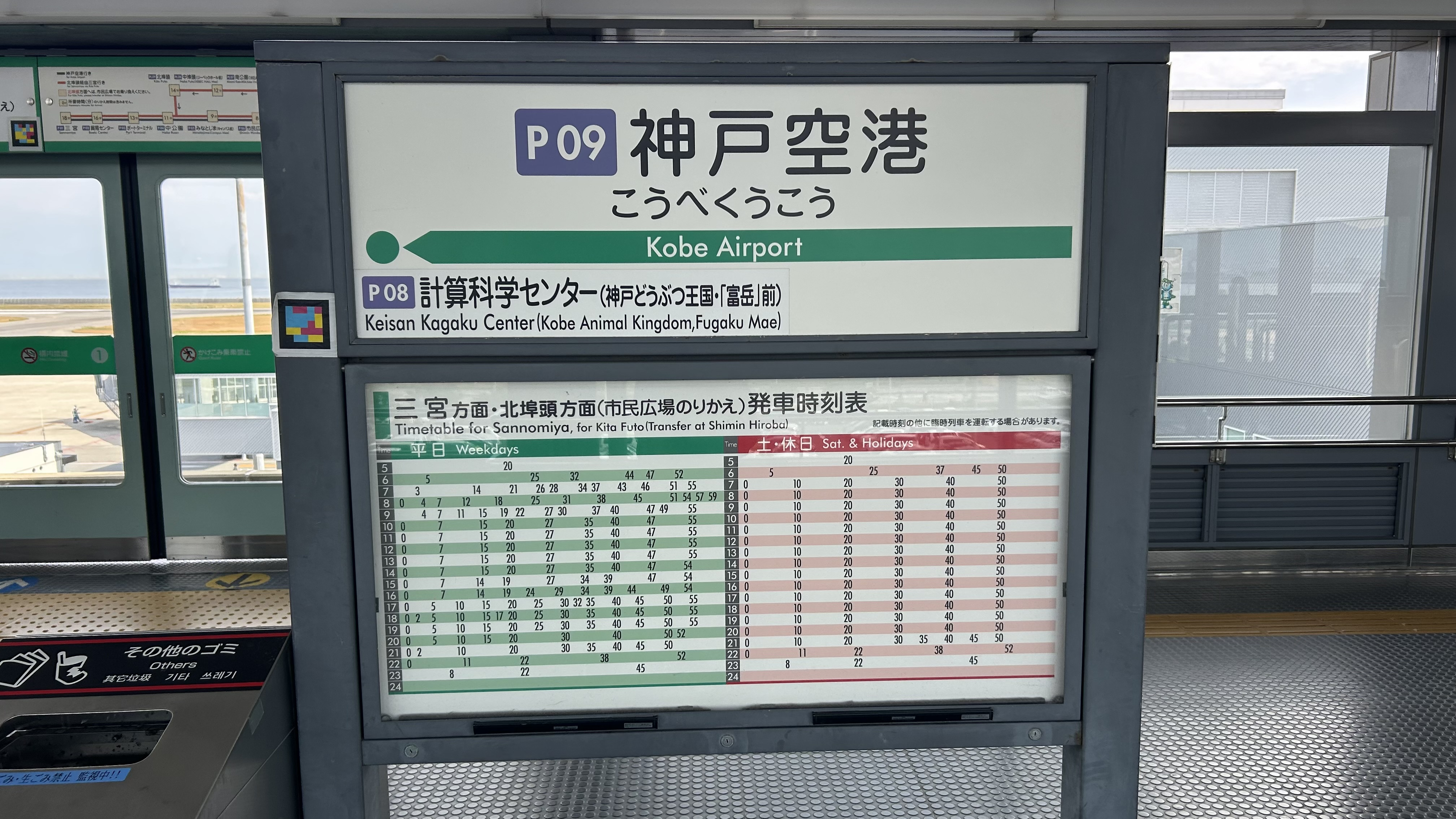
駅名標
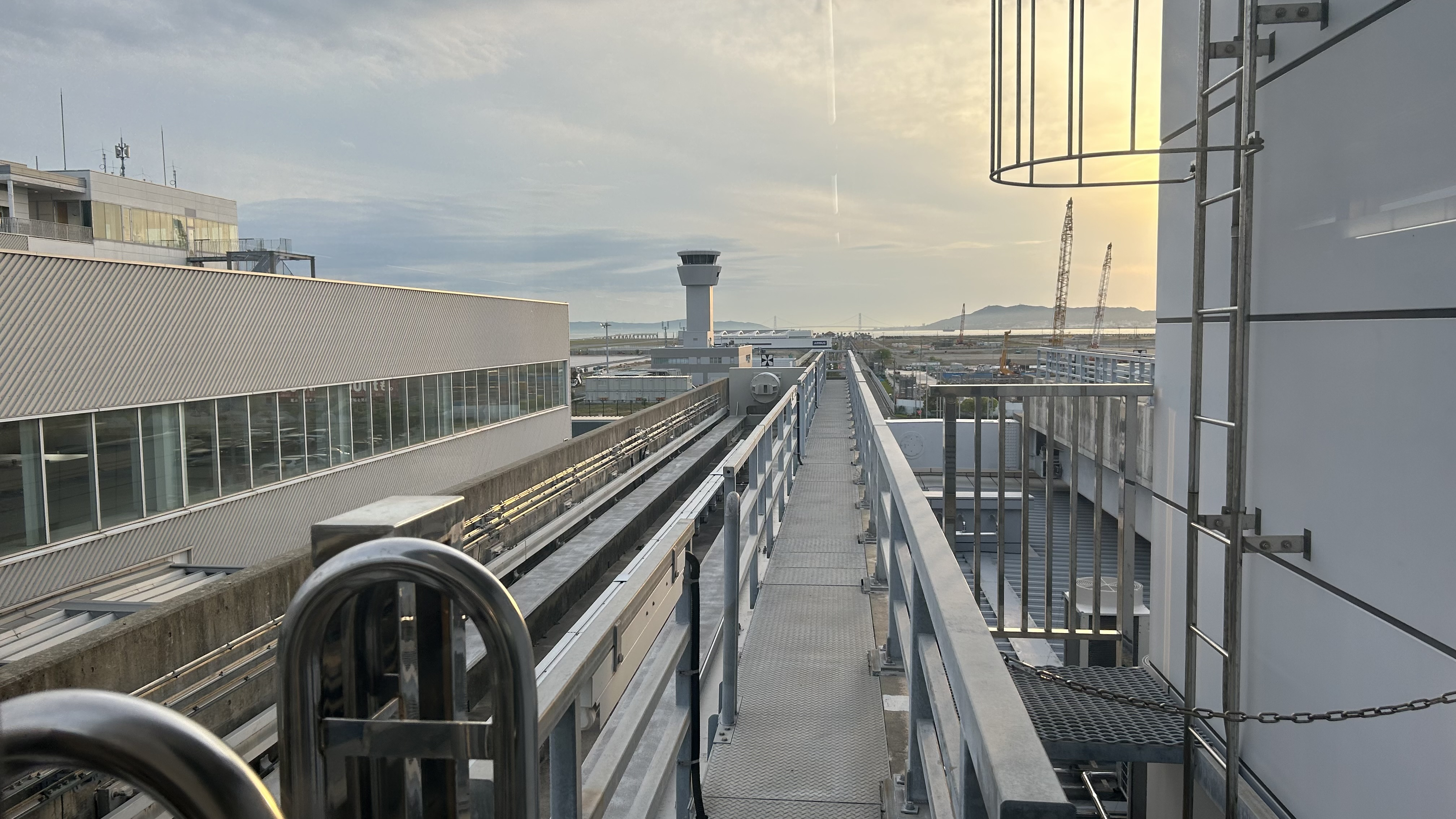
1番線車止め
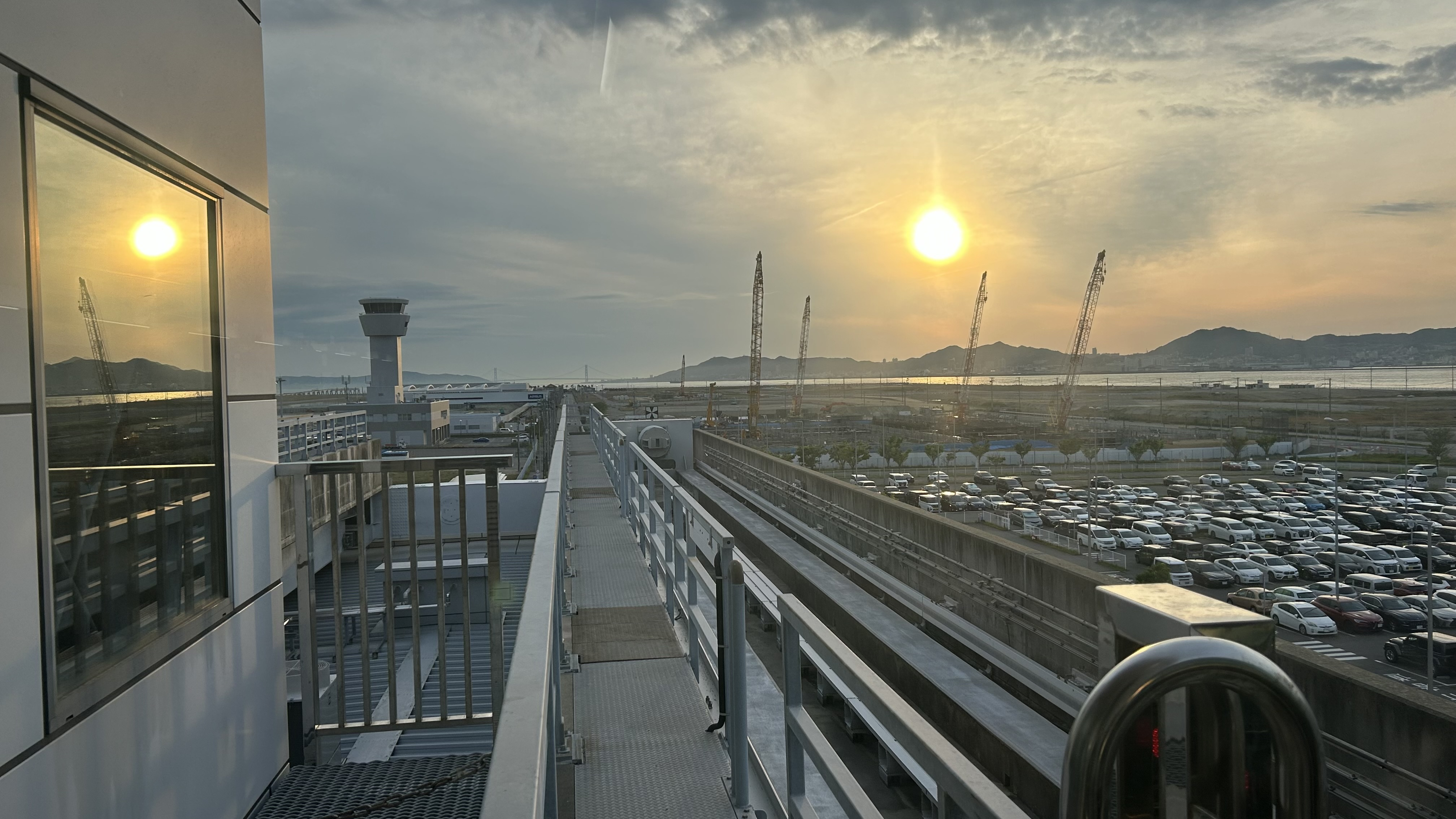
2番線車止め

## 利用状況
2019年度の1日あたりの平均乗車人員は3,549人で、神戸新交通の駅では第13位、ポートアイランド線では第6位。
開業以降の年度別1日平均乗車人員の推移は下記の通りである。
| 年度               | 1日平均 乗車人員 |
| ------------------ | ---------------- |
| 2005年（平成17年） | 6,621            |
| 2006年（平成18年） | 4,025            |
| 2007年（平成19年） | 3,478            |
| 2008年（平成20年） | 2,981            |
| 2009年（平成21年） | 2,984            |
| 2010年（平成22年） | 2,540            |
| 2011年（平成23年） | 2,787            |
| 2012年（平成24年） | 2,656            |
| 2013年（平成25年） | 2,608            |
| 2014年（平成26年） | 2,715            |
| 2015年（平成27年） | 3,036            |
| 2016年（平成28年） | 3,153            |
| 2017年（平成29年） | 3,521            |
| 2018年（平成30年） | 3,696            |
| 2019年（令和元年） | 3,549            |

## 駅周辺
当駅の改札階と神戸空港第1ターミナルビル（いずれも2階）は、連絡通路を介して直結している。
- 神戸空港
  - 第1ターミナルビル（国内線）：2階出発ロビーに直結
  - 第2ターミナルビル（国際線）：一旦地上に降りて徒歩で連絡
  - 神戸空港海上アクセスターミナル：関西空港行き高速船「神戸-関空ベイ・シャトル」や遊覧船が発着する。バス乗場より送迎バスが発着するほか、徒歩でのアクセスも可能[8]。
  - ラヴィマーナ神戸：空港島内にある結婚式場。バス乗場から送迎バスが発着している[9]。

## 隣の駅
神戸新交通
■ポートアイランド線（ポートライナー）
計算科学センター駅 (P08) - 神戸空港駅 (P09)